# Maestà di Assisi
Maestà di Assisi este o frescă de tip maestà realizată de Cimabue în a doua jumătate a secolul al XIII-lea în Bazilica Sfântul Francisc din Assisi.